# シェイプアップ乱
『シェイプアップ乱』（シェイプアップらん、SHAPE UP RAN）は、徳弘正也による日本の漫画。『週刊少年ジャンプ』（集英社）において、1983年26号から1986年1・2合併号まで連載された。徳弘の初連載作品。　

## 作品概要
過激な下ネタとお色気を多用したギャグ漫画。興奮時の勃起描写（いわゆる「もっこり」）を定着させたことで知られるが、ストーリーに幅があり、シリアスな人情話など泣かせる話も展開された。
芸能ネタやブラックジョークも多く、ブラックジョークでは明らかに殺人事件と取れるような出来事もギャグとして片付けてしまうほどであったため、連載終了後の平成期に新規刊行された単行本はいくつかのエピソードが未収録となっている。

## 登場人物
寿乱子（ことぶき らんこ）
中学時代までは肥満体だった少女。ウエイトトレーニングによるシェイプアップに成功したが、筋力がつき過ぎてしまい、すさまじい腕力をもつようになった。勉強は苦手だがスポーツ万能で怪力。その怪力と情け容赦ない仕打ちで不良たちから恐れられている。体操部所属で、後に部長になる。スタイルは良いが大食い。通う目高高校では「遅刻のホームラン王」、「期末テストのブービー賞」、「早弁の新人王」などの異名で有名。しかし学力に関してはただ努力していないだけで、卒業をかけた補習テストでは、宗一郎の案と、クラスのみんなと卒業したい思いもあり、大学模試の答案ですら満点で解けるようになっていた。なお友人たちからの人物評価では「性格はいいけど、どこか抜けている」が人望も厚い。周囲を笑わせるために教師に悪戯を仕掛けることが日常茶飯事である。容姿は良いので初対面の人間からは好意を持たれることも少なくないが、日頃の彼女の様子を知る同じ学校の者達からは、あまり評判が良くない。髪を黒く染めると顔が宗一郎そっくりだったり、靴のサイズが宗一郎と一緒だったりと、本人は認めがらないものの宗一郎とは何かと共通点がある。
原宗一郎（はら そういちろう）
乱子の家に居候する遠い親戚の変態浪人生。2浪の末、東京大学文科I類に合格。スケベな性格だが、かなりの秀才である。運動神経はあまりなく、高校時代はサッカー部の万年補欠だった。大学合格後も寿家に居候し、学費を稼ぐために近所の女子高生の家庭教師をしている。誰かが困っている時には、その頭脳を活かして手助けをするなど真面目な一面があるため人望もあり、高校時代の恩師（若くて美人）からも在学当時から困ったことがあれば真っ先に相談を受けていたなど、美女から好意を持たれることが多い。浪人時は金銭面で苦労している描写が多かったが、東大合格後はアルバイトに割ける時間が増えたことで、人にお金を貸すこともあるなど金銭面でそれなりに余裕が出た様子が描かれた。浪人中、友人の金原からプレゼントでジグソーパズルを贈られた際には「そんな時間はない」と激怒するなど、勉強に対しての高い意欲は備わっているが、ジグソーの絵柄が輸入物の無修正金髪ヌードと知るとコロリと態度を変える。「てっしゅタイム」を大事にしており、それを邪魔されるのを極度に嫌がる。左利き。
樋口左京（ひぐち さきょう）
乱子のボーイフレンドで拳法部所属、後に主将になる。学業も優秀でスポーツも万能なのだがなぜか水泳が苦手で超の付くほどのカナヅチ。とてもかっこよくて真面目な好青年。家が母子家庭で大黒柱の母がパート勤務で世間から並外れた貧乏生活を送り、昼食の弁当も毎日持参できないほど。父親は他界しており、母と妹・さやかとの3人暮らし。普段から賞味期限の切れた腐りかけている食事などももったいないからと平気で食べているためか、胃袋がとても強靭で食中毒などとは無縁。
真行寺ひろみ（しんぎょうじ ひろみ）
乱子の友人で超美人の財閥の令嬢。既婚者の姉がいる。文武両道で性格も良いので、学校の下駄箱には靴が入らないほどラブレターが入っていることも日常茶飯事。宗一郎に好意を持ち、宗一郎絡みになると周囲が見えなくなる。後にお互い告白した形で恋仲になる。モデルは岩崎宏美。
華歩ルイ子（かある るいこ）
乱子の同級生で、走るためだけに生まれてきた女性。一般常識の欠如がクローズアップされ、足が速いこと以外にモデルの面影はない。なお諸事情（アフリカ系黒人をエキセントリックに誇張した表現の多用）により、彼女が登場した回の多くは新装版では削除されている。幼い頃に実母は他界しており、再婚した義母と義妹との4人暮らしをしている。
樋口さやか（ひぐち さやか）
左京の妹。ストーリー途中で鉄太郎と共に幼稚園に入学するが、金持ち優遇の幼稚園だったためにクラスメイトや先生にいじめられることに。兄の左京がガールフレンドの乱子のことを考えて浮かれている時も冷静に状況を観察している、なかなかのしっかり者。宗一郎を「もっこりのお兄ちゃん」と呼び慕っている。亡父の影響で理系が好き。
左京の母
本名不明。清掃会社のパートをしながら一家を支える良き母。金と食べ物が絡むとがめつい一面も。作中パート先の会社が倒産し、ひろみの気遣いで樋口一家に伏せた形で条件の良い会社に就職した。
原玄一郎（はら げんいちろう）
宗一郎の祖父。宗一郎以上にスケベでトラブルメーカー。鉄太郎の母が死去したことがきっかけでバレてしまい実家を追い出され、宗一郎の下に身を寄せた。地元では熟練の農家として有名で、野菜や果物の栽培方法や美味い食材の見分けに長けている。また麻雀が達人レベル。おニャン子クラブの国生さゆりのファン。
原鉄太郎（はら てつたろう）
宗一郎の叔父だが、まだ子供（玄一郎が歳をとってからつくった息子で、母親はシングルマザーとして育てていたが、後に他界した）。一見きつい性格だが、父親想いである。時折、亡母のことを思い出し涙することも。金にシビア。同じ幼稚園のさやかと仲良くなり、同行することもある。親子ほど年の離れた兄と姉がおり、どちらも鉄太郎と同じ位置に黒子がある。喧嘩が強く、同年代であれば体格で勝る相手をも簡単に倒すことができる。おニャン子クラブの新田恵利のファン。
原ひろみ（はら ひろみ）
宗一郎の弟で乱子と同い年。左京に興味を持ち乱子と張り合う。オカマ。スポーツ万能で学力が高く、ルックスも良いが、前述の理由で家族の恥と思われている。女装が趣味で、女装するとかなりの美少女になるが、兄と同様毛深いため、こまめに毛の処理をしている。
真行寺先太郎（しんぎょうじ せんたろう）
ひろみの祖父で、真行寺財閥創設者。裸一貫で1代で世界有数の財閥を築き上げた。何でも「日本一」なのが好きで、至る所に「日本一大きな...」「日本一小さい...」など様々な日本一がある。人を見る目があり、宗一郎をひろみに相応しい男と気に入っている。温厚な性格だがテーブルマナーだけはうるさく、食事会などで出席する招待客も委縮するほど。真行寺財閥はひろみが生まれた頃に息子（ひろみの父）に代替わりしており、ひろみが幼い頃は自身の生家がある岩手県の遠野でひろみの面倒を見ていた。連載末期では60歳と思われる描写がある。
岡崎のぞみ（おかざき のぞみ）
乱子の同級生で同じ体操部。性格が悪く、乱子を一方的にライバル視している。体育祭のリレーなどで乱子に勝とうと数々の悪巧みを行っているが、逆にそれが原因で毎回負けており、普段から弟にも意地悪しているため、時々復讐されることもある。
渡辺（わたなべ）
乱子たちの同級生。家が動物病院で、大の動物好きなのもあり、動物に関する知識は豊富。自身も助手として動物を診ているため、多忙な時には動物を身代わりにして学校に行かせている。
李麗泉（り れいせん）
3年生の2学期に中国から転校してきた少女。子供の頃から拳法の修行をしており、左京はおろか乱子よりも強い。それまで人の少ない山の中で生活してきたため、東京の環境に慣れず、人と接触する度に条件反射で攻撃することに悩んでいたが、宗一郎の名案で克服した。父子家庭で、家は中華料理屋を営み、父親の手伝いでチャイナドレス姿でウェイトレスをしている。ねずみが大の苦手。
リンダ・マーガレット
乱子たちが1年生の頃にアメリカから転校してきた少女。乱子と同じくウエイトトレーニングで体を鍛えており、乱子と同じレベルの怪力の持ち主で、一時はお互いライバル視していた。抜群のプロポーションで男子からの人気が高い。左京を気に入りアプローチをかけたが、乱子と付き合っていると知り友人関係に留まり、後に乱子と和解した。バスケ部所属でエース。後にキャプテンになる。
寿乱太郎（ことぶき らんたろう）
乱子の父親。極度のあがり症で、登場初期は台本を見ながら台詞をしゃべっていた。過去の境遇から牛に対し激しい恨みを持っている。
乱子の母
本名不明。乱子の大ボケにも動さず対応する、落ち着いた性格の持ち主。
寿恵子（ことぶき けいこ）
乱子の姉。既婚者で家を離れ、彼女の部屋を宗一郎が使っている。元看護師で、当時同じ病院で外科医をしていた藤岡ひろしと恋愛の末結婚、開業して一子をもうけている。姉妹であるため、容姿は乱子に良く似ており、特に看護師時代は髪型も相まって乱子に瓜二つだった。ちなみにひろしの顔は宗一郎にそっくり。
大森先生（おおもりせんせい）
乱子たちの担任教師。いつも乱子が起こす騒動に頭を悩ます。
不破たけし（ふわ たけし）
宗一郎が東大で知り合った友人。理科I類からの理学部専攻。小さい頃からの昆虫好きで、昆虫に関する知識が豊富で、仲間内では「不破ぶる（ファーブル）くん」と呼ばれている。故郷に幼馴染の彼女がいる。
金原信之助（きんばら しんのすけ）
宗一郎の予備校時代の友人。口調は関西弁。大病院の息子で医大を目指している。宗一郎と同レベルの学力とスケベ根性の持ち主だが、医学の心得があり簡単な応急処置程度のことはできる。親戚に超の付くほど蛇好きの叔父がいる。お互い大学合格してからは会う機会が少なくなった。
主将（しゅしょう）
目高高校空手部の主将で本名不明。スキンヘッドでヒゲを生やし、他人にも自身にも厳しい性格。鍛えれば逸材になると左京の実力を高く評価しており、敢えて厳しく接している。優しい一面もあり、左京に片思いしていたマネージャーが転校する際、左京に見送りを命じた。
駄菓子屋のおじいさん
昔から駄菓子屋を営んでいる老人。手作りで駄菓子を作っているが、ズレた考えを持っている上、ほとんどの駄菓子が毒物に等しく、盗んだ猫などが食中毒で死んだりしているため全く売れず、借金を抱えながらも頑張っている。中盤で貸衣装屋に転職し、多種多様な服を揃えているため好調で借金も返済した模様。
嵐山光二郎（あらしやま こうじろう）
乱子たちのクラスメイト。モヒカン頭に背中に刺青をしている札付きの不良だが、乱子たちには力の差で勝てず、時々イヤイヤながらもつき合わされ、ルイ子とのひと騒動にも巻き込まれたりする。意外に純情な所があり、京都の女子高生と文通しており、それまで左京の顔写真で誤魔化していたが、京都旅行で逢うことになり、結果としてうまくいっている。
登（のぼる）
銭湯の煙突に登り、降りられなくなった子供。乱子によって助けられるが、はしごが外れ、のぼるを背負った乱子の力が尽きて手を離した直後に、おねしょを乾かすためのカモフラージュとして作ったおねしょ凧に飛ばされてしまっていた左京に偶然助けられる。
後に、上記の駄菓子屋のおじいさんの駄菓子を食べたことで食中毒になって亡くなり、同じく駄菓子を食べて死んだ猫達が入ったゴミ箱から腐乱死体として再登場（駄菓子屋のおじいさんは「人を驚かせるのが好きで、そのために用意した人形だ」と語っていたが）する。

## ファミコンジャンプでの扱い
1989年2月15日に『ファミコンジャンプ 英雄列伝』（ファミリーコンピュータ）がバンダイより発売され、本作の乱子と宗一郎がゲストキャラとして登場した。なお、宗一郎については「『ハイスクール!奇面組』の出瀬潔より何倍もスケベ」という設定になっている。

## 連載終了後の言及
2024年放送のテレビドラマ『不適切にもほどがある!』（TBSテレビ）は、本作の連載終了からまもない1986年が舞台の1つとなっており、そこから2024年にタイムスリップした主人公が動揺のあまり本作について言及する場面がある。